# Lucien Iltis
Lucien Iltis, alias Boulanger, était un agent double pendant la Seconde Guerre mondiale.

## Biographie
Il est né en 1903 à Mannheim d'un père français alsacien et d'une mère allemande, Bertha Rumstadt, originaire de Mannheim. De 1926 à 1935, il est cadre des partis communistes allemand et autrichien.
En 1929 et 1930, il effectue un stage comme officier de l'Armée rouge à l'École Lénine de Moscou, agent spécial du Komintern.
Dès 1935, il occupe le poste de rédacteur en chef de L'Humanité d'Alsace-Lorraine.
En 1940, il est arrêté et retourné par la Gestapo de Strasbourg sous les ordres de l'officier Johannes Leber qui dirige le bureau des agents dans l'infiltration et dans les organisations ennemies. Il est envoyé comme agent de pénétration dans la Résistance communiste.
Il serait à l'origine de la rafle menée le 15 mai 1944 par Klaus Barbie, surnommé « le bourreau de Lyon », contre le Comité militaire de Zone Sud (CMZ) et le Comité militaire inter-régional (CMIR-HI) des FTP, à Lyon. Henry Valéry, frère de Édouard Valéry, rentrant de mission,  apprend l'hécatombe et échappe à l'arrestation. Son responsable inter-région lui confie de se rendre à Toulouse. Klaus Barbie, chef du service IV du Sipo-SD, utilise les informations obtenues afin de porter un coup à la résistance, notamment celle organisée par le préfet de l'Aveyron puis d'Eure-et-Loir, celui qui dirige le Conseil national de la Résistance, un des principaux héros de la Résistance, compagnon de la Libération Jean Moulin en compagnie de Émile Schwarzfeld, Bruno Larat, André Lassagne, AlbertLacaze, Charles Delestraint.
Après la guerre, il devient sous-officier de l'Armée française à Constance, avant d'être arrêté le 27 novembre 1946, puis inculpé d'intelligence avec l'ennemi. Incarcéré au Fort Montluc Après divers rebondissements, étouffements et manœuvres de diversion,[réf. nécessaire], notamment en revendiquant et en faisant finalement reconnaître sa nationalité allemande, il bénéficie d'un non-lieu le 15 novembre 1955.
Charles Tillon se défendit sans mettre en cause publiquement son beau-frère et sans expliquer les raisons de cette dénonciation. Des militants communistes rappelèrent par la suite que Georges Beyer avait été accusé d’avoir introduit Iltis, agent de la Gestapo dans la commission militaire de la zone sud provoquant la liquidation du Comité directeur.
Il est décédé à Francfort-sur-le-Main en 1969.

## Sources
- Roger Faligot et Rémi Kauffer, Service B, le réseau d'espionnage le plus secret de la Seconde Guerre mondiale, Fayard.
- Jean-Pierre Ravery, Le procès d'un nazi, éditions L'Humanité-Librairie Nouvelle, 1987.